# Voraptus orientalis
Espèce
Voraptus orientalis est une espèce d'araignées aranéomorphes de la famille des Pisauridae.

## Distribution
Cette espèce est endémique de Sumatra en Indonésie. Elle se rencontre vers le Kerinci.

## Description
La carapace de la femelle holotype mesure 3,5 mm de long sur 3 mm et l'abdomen 7 mm de long sur 3,5 mm.

## Systématique et taxinomie
Cette espèce a été décrite par Hogg en 1919.

## Publication originale
- Hogg, 1919 : « Spiders collected in Korinchi, West Sumatra by Messrs H. C. Robinson and C. Boden Kloss. » Journal of the Federated Malay States museums, vol. 8, no 3, p. 81-106.